# Talbot Samba
Talbot Samba var en småbil som tekniskt byggde på koncernkollegan Peugeots 104-modell, formgiven av Pininfarina. Talbot Samba är i stort sett samma bil som Peugeot 104 Coupé och Citroen LNA.
Den presenterades 1981 och fanns som tredörrars halvkombi och som cabriolet. Samba fanns med fyra motoralternativ på mellan 1,0 och 1,4 liters slagvolym. I samband med PSA-gruppens avvecklande av Talbot som varumärke 1986 slutade modellen att produceras. Då hade 270 555 Samba tillverkats.
Talbot Samba såldes i Sverige sedan hösten 1982, när den introducerades som 1983 års modell. 1,1 liter och 1,4 litersmotor fanns att tillgå. Till skillnad från modeller som såldes på kontinenten med en uppdaterad, tystare och mer ekonomisk 1.1-liters på 50 hästkrafter så fick den svenska modellen till att börja med samma avgasrenade version på 57 hk som redan använts i Peugeot 104.